# Caparić
Caparić (en serbe cyrillique : Цапарић) est un village de Serbie situé dans la municipalité de Ljubovija, district de Mačva. Au recensement de 2011, il comptait 330 habitants.

## Démographie
| 1948  | 1953  | 1961  | 1971  | 1981 | 1991 | 2002 | 2011 |
| ----- | ----- | ----- | ----- | ---- | ---- | ---- | ---- |
| 1 419 | 1 504 | 1 386 | 1 099 | 797  | 567  | 448  | 330  |

|  |